# Pave Telesforus
Telesforus var pave fra 125[kilde mangler] til 136. Han blev pave under kejser Hadrian i en tid, hvor kristne blev forfulgt; det sluttede først under kejser Antoninus Pius. I Vatikanets Annuario Pontificio siges det, at han var græker af fødsel og var pave fra 127 eller 128 til 137 eller 138. Traditionen med midnatsmessen julenat, fejringen af påske på søndage, afholdelse af den syv dage lange fastetid før påske og brugen af Gloria, menes at være opstået under Telesforus. Men mange historikere betvivler det dog.
Kirkefaderen Irenæus siger, at Telesforus led martyrdøden; han omtales traditionelt som den første pave efter apostlen Peter, som led den skæbne. Ifølge en kilde: "Han er den eneste pave fra det 2. århundrede, hvis martyrdød er pålidelig." I den romerske martyrologi er hans mindedag den 5. januar. Den græske kirke fejrer dagen den 22. februar. Telesforus er skytshelgen for karmeliterne, da han hævdes at have levet på Karmelbjerget som eremit.
| Efterfulgte: Pave Sixtus I | Pave 125-136 | Efterfulgtes af: Pave Hyginus |